# Дания на летних Олимпийских играх 1980
Дания принимала участие в Летних Олимпийских играх 1980 года в Москве (СССР) в восемнадцатый раз за свою историю, и завоевала две золотые, одну серебряную и две бронзовые медали. Сборную страны представляли 58 участников, из которых 3 женщины. Сборная Дании выступала под олимпийским флагом.

## 01!Золото
- Стрельба, мужчины — Кьельд Расмунссен.
- Парусный спорт, мужчины — Вальдемар Бондоловски, Эрик Хансен и Пол Йенсен.

## 02!Серебро
- Парусный спорт, мужчины — Петер Дуе и Пер Кьергаард.

## 03!Бронза
- Велоспорт, мужчины — Ханс-Хендрик Орстед.
- Плавание, женщины, 100 метров, брасс — Сузанне Нильссон.

## Результаты соревнований

### Академическая гребля
В следующий раунд из каждого заезда проходили несколько лучших экипажей (в зависимости от дисциплины). В финал A выходили 6 сильнейших экипажей, ещё 6 экипажей, выбывших в полуфинале, распределяли места в малом финале B.
Мужчины
| Соревнование | Спортсмены                      | Предварительный заезд | Предварительный заезд | Предварительный заезд | Отборочный заезд | Отборочный заезд | Отборочный заезд | Полуфинал | Полуфинал | Полуфинал | Финал   | Финал   | Итоговое место |
| Соревнование | Спортсмены                      | Заезд                 | Время                 | Место                 | Заезд            | Время            | Место            | Заезд     | Время     | Место     | Время   | Место   | Итоговое место |
| ------------ | ------------------------------- | --------------------- | --------------------- | --------------------- | ---------------- | ---------------- | ---------------- | --------- | --------- | --------- | ------- | ------- | -------------- |
| двойки       | Михаэль Йессен Эрик Кристиансен | 1                     | 7:43,04               | 4                     | 1                | 7:08,21          | 1 Q              | 2         | 6:56,90   | 4 QB      | Финал B | Финал B | 12             |
| двойки       | Михаэль Йессен Эрик Кристиансен | 1                     | 7:43,04               | 4                     | 1                | 7:08,21          | 1 Q              | 2         | 6:56,90   | 4 QB      | DNF     |         | 12             |